# Грушка-Мала-Перша
Грушка-Мала-Перша (пол. Gruszka Mała Pierwsza) — село в Польщі, у гміні Неліш Замойського повіту Люблінського воєводства.
Населення — 75 осіб (2011).
У 1975—1998 роках село належало до Замойського воєводства.

## Демографія
Демографічна структура станом на 31 березня 2011 року:
|          | Загалом | Допрацездатний вік | Працездатний вік | Постпрацездатний вік |
| -------- | ------- | ------------------ | ---------------- | -------------------- |
| Чоловіки | 36      | 8                  | 18               | 10                   |
| Жінки    | 39      | 7                  | 15               | 17                   |
| Разом    | 75      | 15                 | 33               | 27                   |